# Klubi Futbollistik Ramiz Sadiku
Il Klubi Futbollistik Ramiz Sadiku (in serbo Фудбалски клуб Рамиз Садику?), conosciuto semplicemente come Ramiz Sadiku, è una squadra di calcio di Prishtina, la capitale del Kosovo.
Nella stagione 2020–21 milita nella Liga e Parë, la seconda divisione kosovara.
Il più grande successo del club avvenne nella stagione 1982–83, quando vinse la Kosovska liga, il campionato della Provincia Socialista Autonoma del Kosovo, terza divisione jugoslava. In quel periodo gareggiava come GIK Ramiz Sadiku, ove l'acronimo sta per Građevinsko indrustriski kombinat (complesso edile ed industriale).

## Nome

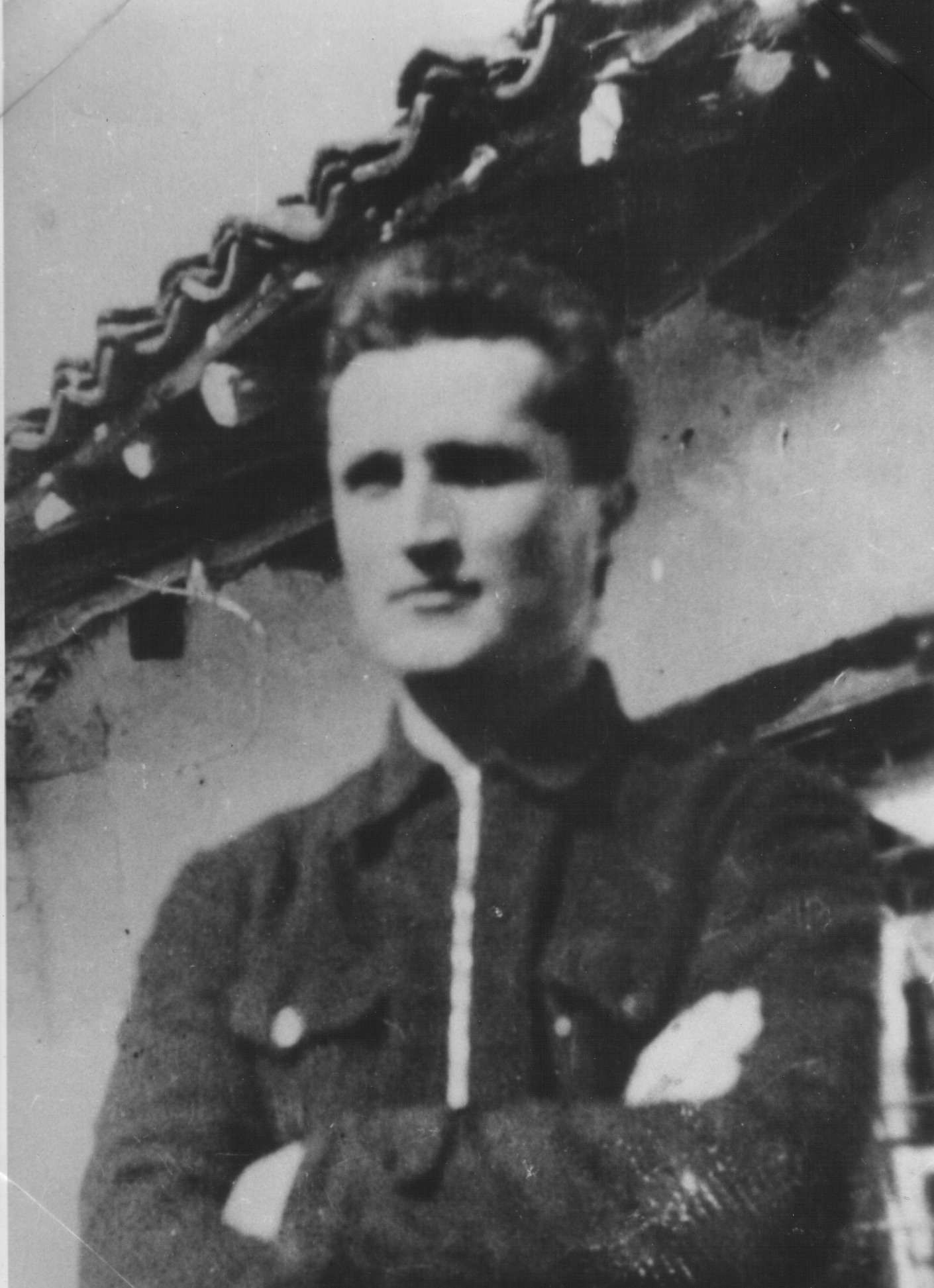
Ramiz Sadiku

Il club prende il nome da Ramiz Sadiku (1915−1943), un eroe nazionale (insignito della medaglia dell'Ordine dell'Eroe popolare) di etnia albanese-kosovara, protagonista della resistenza all'asse nazi-fascista durante la seconda guerra mondiale.

## Stadio
Il KF Ramiz Sadiku disputa le partite interne allo Stadiumi Futbollistik KF Ramiz Sadiku, un impianto da 2000 posti.

## Giocatori
- Arbnor Hyseni
- Amir Rrahmani
- Guri Murti
- Astrit Rrahmani
- Agron Sinani
- Durim Qorri
- Avni Islami
- Triumf Sinani
- Dardan Kryeziu
- Suad Sahiti
- Gordon Romero
- Sandro Villalba

## Storia
Il KF Ramiz Sadiku viene fondato nel 1974 (alcune fonti riportano il 1950) a Prishtina. Dopo il Prishtina è la squadra di maggior successo in città.
Nella stagione 1982–83 vince la Kosovska liga ed ottiene la promozione in Druga liga, ma la permanenza in questa divisione dura per una sola stagione, infatti l'ultimo posto in classifica condanna la squadra alla retrocessione.
```
Prva liga Kosova i Metohije 1982–83

GIK Ramiz Sadiku, Priština 34 20 11  3 63:27 +36 51
Fljamurtari, Priština      34 19 12  3 60:25 +35 50
Crvena zvezda, Gnjilane    34 17 12  5 72:32 +40 46
Rudar, Kosov. Mitrovica    34 15 11  6 45:32 +13 41
Rudnik, Kišnica            34 14  8 12 33:30 +3  36
Budućnost, Peć             34 11 12 11 42:33 +9  34
Đakova, Đakovica           34 11 12 11 42:40 +2  34
Balkan, Suva Reka          34 12 10 12 44:50 -6  34
Lab, Podujevo              34 11 11 12 40:48 -8  33
Kristal, Peć               34 11  9 14 44:53 -9  31
Besa, Peć                  34 11  8 15 41:44 -3  30
Progres eksport, Prizren   34 11  8 15 56:64 -8  30
Lepenac                    34  9 12 13 30:53 -23 30
Kosova, Vučitrn            34 13  3 18 61:55 +6  29
Kosovo Polje               34 11  7 16 43:57 -14 29
Čelik, Uroševac            34  9 11 14 46:64 -18 29
Borac, Uroševac            34  9 10 16 30:57 -27 28
Elektroprivreda, Obilić    34  4 12 18 33:63 -30 20
```

Da allora milita sempre nei campionati minori